# Карми, Лиор
Лиор Карми (ивр. ליאור כרמי‎; род. 1 ноября 1975, Масада) — израильская гребчиха-байдарочница, выступала за сборную Израиля во второй половине 1990-х — первой половине 2000-х годов. Участница двух летних Олимпийских игр, бронзовый призёр чемпионата мира, победительница многих регат национального и международного значения.

## Биография
Лиор Карми родилась 1 ноября 1975 года в кибуце Масада Южного округа Израиля. Активно заниматься греблей начала с раннего детства, проходила подготовку Тель-Авиве в местном одноимённом спортивном клубе.
Первого серьёзного успеха на взрослом международном уровне добилась в 1996 году, когда попала в основной состав израильской национальной сборной и благодаря череде удачных выступлений удостоилась права защищать честь страны на летних Олимпийских играх 1996 года в Атланте. Стартовала здесь в зачёте одиночных байдарок на дистанции 500 метров, сумела дойти до стадии полуфиналов, где финишировала седьмой.
Будучи в числе лидеров гребной команды Израиля, Карми благополучно прошла квалификацию на Олимпийские игры 2000 года в Сиднее — вместе с напарницей российского происхождения Ларисой Косоруковой-Пейсахович добралась до полуфинала в двойках на пятистах метрах. В полуфинальном заезде финишировала пятой.
После сиднейской Олимпиады Лиор Карми осталась в основном составе израильской национальной сборной и продолжила принимать участие в крупнейших международных регатах. Так, в 2003 году она побывала на чемпионате мира в американском Гейнсвилле, откуда привезла награду бронзового достоинства, выигранную в программе одиночных байдарок на дистанции 1000 метров — на финише решающего заезда её обошли только венгерка Каталин Ковач и немка Катрин Вагнер-Аугустин. Вскоре по окончании этих соревнований приняла решение завершить карьеру профессиональной спортсменки, уступив место в сборной молодым израильским гребчихам.